# Pont de Caiyuanba
Le pont de Caiyuanba (chinois simplifié : 菜园坝长江大桥 ; chinois traditionnel : 菜園壩長江大橋 ; pinyin : Càiyuánbà chángjiāng dàqiáo) est un pont en arc en acier, franchissant le fleuve Yangzi Jiang dans la zone urbaine principale de Chongqing, en Chine. Il relie les districts de Yuzhong et de Nanana. 
Ouvert à la circulation le 29 octobre 2007,, son arc a une portée de  420 mètres, faisant de cet ouvrage le cinquième plus grand de ce type en Chine, au même titre que le pont de Wanxian, de même portée mais en béton.

## Description
L’ouvrage complet, de 4 km de long, est constitué d'un pont principal, de viaducs d’accès nord et sud, des échangeurs de Caiyuanba et de Sujiaba, du tunnel de Nancheng, etc. Le pont principal est une structure composite, d’une poutre en treillis d'acier, d’un pont en poutre-caisson en acier et d’un pont en arc en acier de type bow-string.
Le pont en arc a une portée principale, mesurée entre appuis, de 420 mètres.

### Tablier
Le tablier possède deux niveaux : le niveau supérieur comporte six voies autoroutières et deux voies piétonnes ; l'inférieur comporte deux voies ferroviaires monorails.
La largeur hors tout du tablier est de 30,5 mètres.

### Tirants
Comme dans tout pont de type bow-string, les efforts horizontaux au niveau des appuis sont repris dans des tirants. Ceux-ci sont constitués de torons de sept fils torsadés à haute résistance, gainés individuellement. 
Chaque tirant est divisé en trois sections : une section centrale arrimée sur les jambes intérieures des cadres en béton sur lesquels s’appuie l’arc et deux sections latérales reliant les jambes intérieure et extérieure de ces cadres. Chaque tirant peut être individuellement mis en tension ou remplacé sans interrompre la circulation,. 
Les suspentes et les tirants sont conçus selon des normes similaires à celles des câbles des ponts à haubans et doivent fournir le même niveau de sécurité et de durabilité.

## Construction
L’ouvrage a été assemblé à l’aide d’une grue à câbles.

## Galerie de photographies

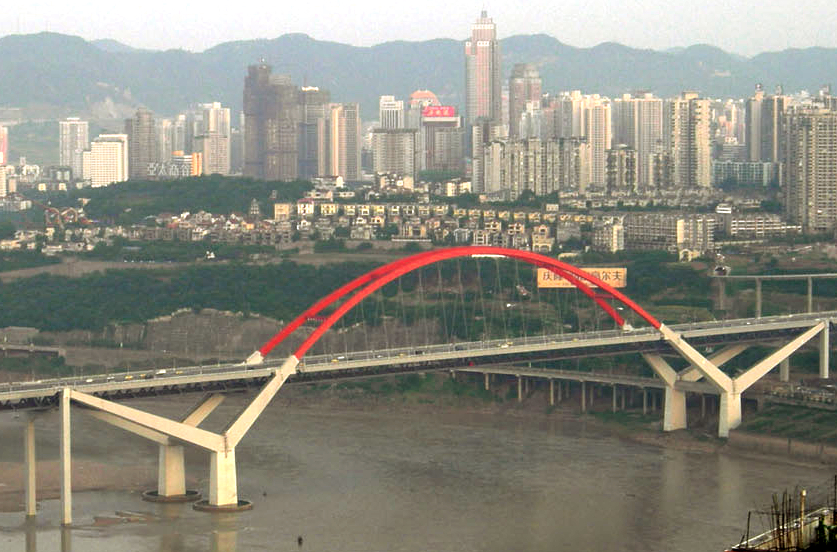
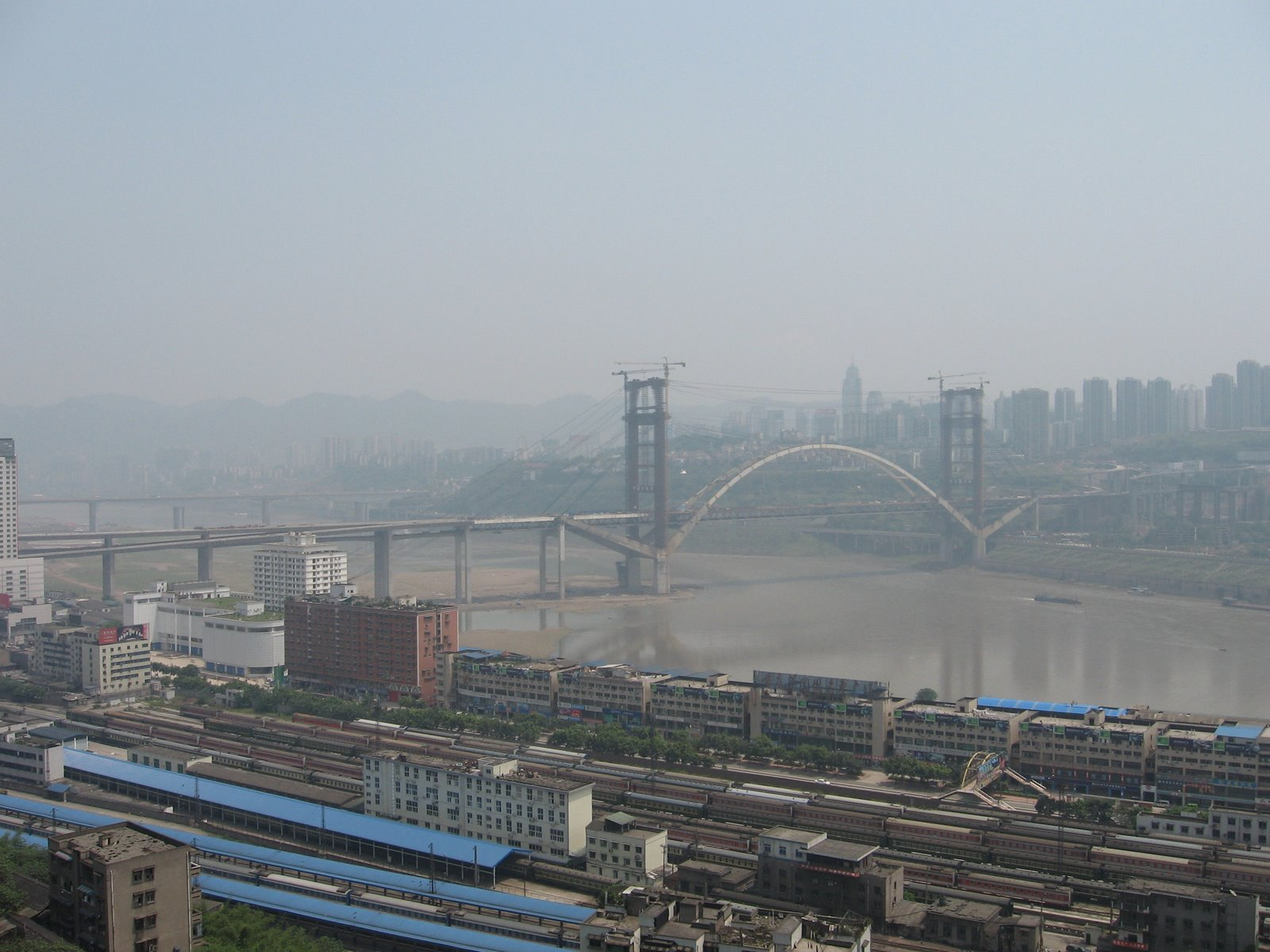
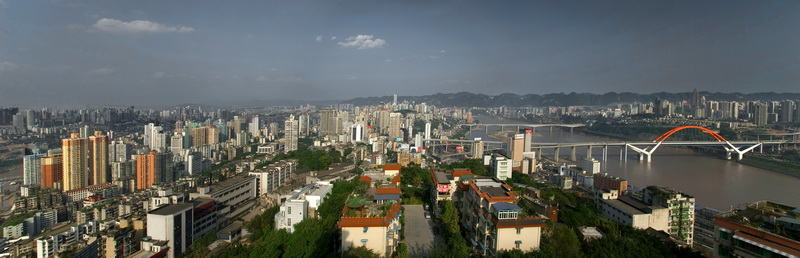
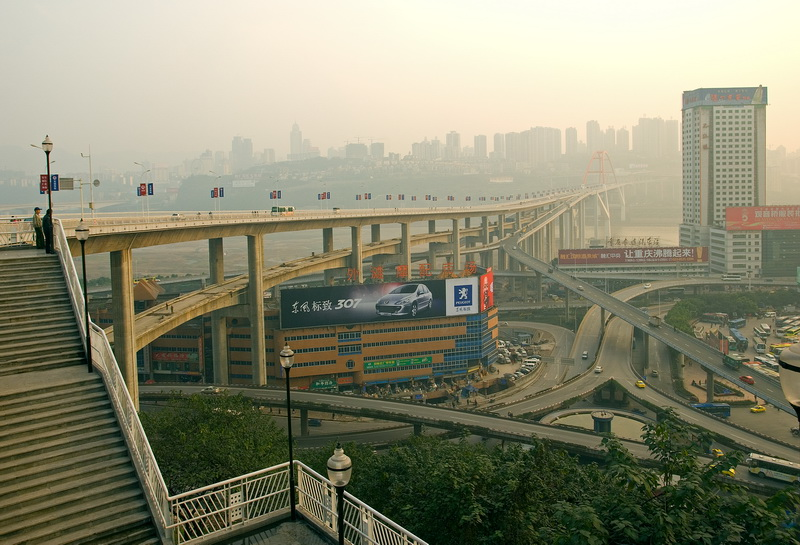